# Danae sibutensis
Danae sibutensis es una especie de coleóptero de la familia Endomychidae.

## Distribución geográfica
Habita en Fort Sibut (África).